# Parampheres pectinatus
Parampheres pectinatus is een hooiwagen uit de familie Gonyleptidae.